# منير مويتش
منير مويتش أكاديمي ومترجم وباحث بسنوي حاصل على دكتوراة في الآداب من جامعة سراييفو ويدرّس الأدب العربي والبلاغة العربية في قسم اللغات الشرقية بكلية الآداب، جامعة سراييفو. 

## عن حياته
أصدر ثلاثة كتب ومقالات عديدة حول الأدب العربي القديم والمعاصر والبلاغة العربية وترجم أعمال غسان كنفاني وصلاح عبد الصبور وخليل مطران وآخرين إلى اللغة البسنوية. تشمل اهتماماتهأيضا المخطوطات العربية وحرر وترجم مخططة في البلاغة العربية للأقحصاري البسنوي.عضو في الرابطة الفيلولوجية البسنوية وعضو في أسرة التحرير لإصدارات كلية الآداب في سراييفو.